# グランドマーチス
グランドマーチスは、日本の競走馬。1970年代に障害競走で活躍し1985年、顕彰馬に選出された。飛越の天才と呼ばれた。

## 経歴

### 1973年以前
グランドマーチスは1970年11月に伊藤修司厩舎に入厩。当初から大きな期待がかけられ、デビューした翌1971年8月の函館競馬場での新馬戦は直前の追い切りで1番時計を出したグランドマーチスが福永洋一を背に14頭立ての1番人気に支持されたが、ここは中段のまま9着に敗れた。1971年はその後6戦して未勝利だったが、翌1972年1月15日に京都競馬場ダート1400m戦ではそれまでの後方待機策から先行策に切り替え、2着に3馬身差をつけて初勝利を挙げた。続く芝マイルの若菜賞もイン強襲で連勝し、からたち賞では圧倒的1番人気となったが追い込み届かずクビ差の2着。その後6月の大沼ハンデで1勝を挙げ、この年は17戦3勝で終えた。1973年、5歳になったグランドマーチスはデビュー時より32kg増えて478kgと大きく成長し、1月15日の万葉ステークスでは中団から差し切って勝利した。
同じ年に伊藤厩舎に入った新人騎手寺井千万基は障害免許しか持たない障害専門の騎手だったが、当時伊藤厩舎には障害馬がおらず、伊藤修二はそのために祖母に1956年秋の中山大障害に優勝したハクレイをもつグランドマーチスを障害入りさせた。3月3日に騎手デビューとなる寺井千万基を鞍上に障害戦初出走を行った。ここは2着に敗れたが、2戦目で1番人気に応えて初勝利。この年は障害13戦で3勝を挙げた。

### 1974年
年明けの1月15日から3連勝。そして62kgのハンデで阪神障害ステークスに出走したが4着。翌月には初めて東上し、中山競馬場の障害勝入に出走、クリリリーに敗れたが目途の立つ内容となった。4月7日に行われた中山大障害は重賞勝ち馬のいない手薄なメンバーであり、グランドマーチスは単勝2.1倍の1番人気で出走した。レースは2番人気モビールターフと3番人気ヒロサンダーが先行争いを行い、グランドマーチスは当初中団に位置したが、外から距離を詰めて大竹柵手前で先頭、大土塁までに大きくリードを広げ、直線では内からモビールターフ、外からダリップの追撃を振り切り、モビールターフに1馬身半の差をつけて大障害初優勝を挙げた。
その後京都大障害（春）は3着、東京障害特別（春）は2着、秋の阪神障害ステークスは2着となかなか重賞2勝目はならなかったが、10月5日の障害ステークスに64kgを背負って勝利すると完全に本格化し、続く京都大障害（秋）は先行からフジチャイナとニホンピロファイトの追撃を退けて初制覇。再び東上し、中山のオープンに勝利した後に再び中山大障害に出走。単勝1.2倍という圧倒的1番人気に支持されたグランドマーチスはスタンド前水濠の手前で先頭に立ってレースを進め、最終第3コーナーでソネラオーとダリップが強襲したものの、最終障害の飛越で再びリード。直線では外側に斜行して過怠金を徴収されたが、ダリップに1馬身半差で春秋連覇を達成。勝ちタイムの4:40.2はクリユタカの持つ4:44.7を大幅に更新する大レコードだった。

### 1975年
グランドマーチスの勢いは止まらず、年明けから66kg、66kg、68kgの斤量を背負いながら3連勝で中山大障害（春）へ。わずか5頭立てのレースとなり、グランドマーチスは靱帯を痛めながらの出走だったが、レース序盤に先頭を奪うと、後は楽に逃げ切って後方から追い込んだサクラオンリーを尻目に6馬身差の圧勝で3連覇。鞍上の寺井はレース後のインタビューで「つかまっているだけで勝ったようなものです」と答えた。関西に戻り翌月の京都大障害（春）も不良馬場のなかゴール寸前でブゼンサカエを差し切り、前年の10月から9連勝で春秋連覇を達成した。
秋は復帰戦として9月27日の障害ステークスに出走。72kgの斤量での出走となり、6kgの鉛ゼッケンに5kgの鉛鞍、そして寺井も4kgの鉛バンドをつけて出走したが6着に敗れ、10連勝はならなかった。しかし続く京都大障害（秋）は65kgに斤量が戻り、グランドマーチスは2周目の第3コーナーでエリモロイヤルを抜いて先頭に立つと、最後は10kg軽いニホンピロロイヤルに5馬身差で京都大障害3連覇を達成した。そのまま暮れの中山大障害に向かったが、同じ月に寺井が落馬により股関節を骨折し療養中だったため、障害戦で一貫して鞍上を務めた寺井から法理弘に乗り替わった。グランドマーチスは単勝1.1倍という人気であり、法理は他の馬の落馬のあおりを受けないことを第一とし、レースでも3つ目の土塁で転倒したゴールドシャトーをうまくかわすと、そのまま先頭へ。直線で後続を突き放すと、追い込んだバローネターフに5馬身差で中山大障害4連覇、そして中央競馬初の獲得賞金3億円を達成した。

### 1976年以降
この年、中山大障害の重量設定が「中山大障害1着馬2kg増」から「中山大障害1勝毎2kg増」に変更され、グランドマーチスはそれまでの60kgから66kgと大幅な負担増を強いられることになった。これについて中央競馬会は「障害レースの興味を増し、障害馬資源の充実を図るため」と説明したが、あからざまにグランドマーチスに対して直撃する変更と受け取られ、馬主会からの圧力ではないかという疑念が持たれた。
グランドマーチスは以前からの裂蹄が悪化するなかで、鞍上を寺井に戻して中山大障害に臨んだが、4番人気の伏兵エリモイーグルの逃げ切りを許して5連覇はならなかった。続く京都大障害で同レース4連覇を狙ったが、レース中に左前第一指骨骨折を発症し9着に惨敗。全治6ヶ月と診断され、ここで引退を決めた。平地24戦4勝、障害39戦19勝。障害競走での落馬は一度も無かった。
同年11月13日に京都競馬場で中山大障害4連覇当時のゼッケンをつけて引退式を行い、その後日本中央競馬会に買い取られ岩手県遠野市で乗馬用の種牡馬として生活した。1984年甲状腺癌により死亡。総獲得賞金は3億4338万円にのぼった。死亡から20年後の2004年5月16日、JRAゴールデンジュビリーキャンペーンの「名馬メモリアル競走」の一環として「グランドマーチスメモリアル」が京都競馬場にて施行された。

## 競走成績
- 1971年（6戦0勝）
- 1972年（17戦3勝）
- 1973年（14戦4勝）
- 1974年（14戦9勝） - 優駿賞最優秀障害馬
  - 中山大障害（春）、中山大障害（秋）、京都大障害（秋）
- 1975年（8戦7勝） - 優駿賞最優秀障害馬
  - 中山大障害（春）、中山大障害（秋）、京都大障害（春）、京都大障害（秋）
- 1976年（4戦0勝）

## 血統表
| グランドマーチスの血統（ナスルーラ系 / Nearco 4×4=12.50%（父内）、Blandford 5×4=9.38%） | グランドマーチスの血統（ナスルーラ系 / Nearco 4×4=12.50%（父内）、Blandford 5×4=9.38%） | グランドマーチスの血統（ナスルーラ系 / Nearco 4×4=12.50%（父内）、Blandford 5×4=9.38%） | （血統表の出典）  | （血統表の出典） |
| 父 *ネヴァービート Never Beat 1960 栃栗毛                                               | 父の父Never Say Die 1951 栗毛                                                           | Nasrullah                                                                               | Nearco            | Nearco           |
| 父 *ネヴァービート Never Beat 1960 栃栗毛                                               | 父の父Never Say Die 1951 栗毛                                                           | Nasrullah                                                                               | Mumtaz Begum      |                  |
| 父 *ネヴァービート Never Beat 1960 栃栗毛                                               | 父の父Never Say Die 1951 栗毛                                                           | Singing Grass                                                                           | War Admiral       | War Admiral      |
| 父 *ネヴァービート Never Beat 1960 栃栗毛                                               | 父の父Never Say Die 1951 栗毛                                                           | Singing Grass                                                                           | Boreale           |                  |
| 父 *ネヴァービート Never Beat 1960 栃栗毛                                               | 父の母Brode Elect 1952 黒鹿毛                                                           | Big Game                                                                                | Bahram            | Bahram           |
| 父 *ネヴァービート Never Beat 1960 栃栗毛                                               | 父の母Brode Elect 1952 黒鹿毛                                                           | Big Game                                                                                | Myrobella         |                  |
| 父 *ネヴァービート Never Beat 1960 栃栗毛                                               | 父の母Brode Elect 1952 黒鹿毛                                                           | Netherton Maid                                                                          | Nearco            | Nearco           |
| 父 *ネヴァービート Never Beat 1960 栃栗毛                                               | 父の母Brode Elect 1952 黒鹿毛                                                           | Netherton Maid                                                                          | Phase             |                  |
| 母 ミスギンオー 1958 栗毛                                                               | 母の父*ライジングライト Rising Light 1942 黒鹿毛                                        | Hyperion                                                                                | Gainsborough      | Gainsborough     |
| 母 ミスギンオー 1958 栗毛                                                               | 母の父*ライジングライト Rising Light 1942 黒鹿毛                                        | Hyperion                                                                                | Selene            |                  |
| 母 ミスギンオー 1958 栗毛                                                               | 母の父*ライジングライト Rising Light 1942 黒鹿毛                                        | Bread Card                                                                              | Manna             | Manna            |
| 母 ミスギンオー 1958 栗毛                                                               | 母の父*ライジングライト Rising Light 1942 黒鹿毛                                        | Bread Card                                                                              | Book Debt         |                  |
| 母 ミスギンオー 1958 栗毛                                                               | 母の母ハクレイ 1952 鹿毛                                                                | *プリメロ                                                                               | Blandford         | Blandford        |
| 母 ミスギンオー 1958 栗毛                                                               | 母の母ハクレイ 1952 鹿毛                                                                | *プリメロ                                                                               | Athasi            |                  |
| 母 ミスギンオー 1958 栗毛                                                               | 母の母ハクレイ 1952 鹿毛                                                                | 銀勝                                                                                    | ハクコウ          | ハクコウ         |
| 母 ミスギンオー 1958 栗毛                                                               | 母の母ハクレイ 1952 鹿毛                                                                | 銀勝                                                                                    | レイコウ F-No.4-d |                  |

- 牝系は小岩井農場の基礎輸入牝馬のプロポンチス系。
- 祖母ハクレイは1956年の中山大障害（秋）勝ち馬。